# Vierter Verkehrsring

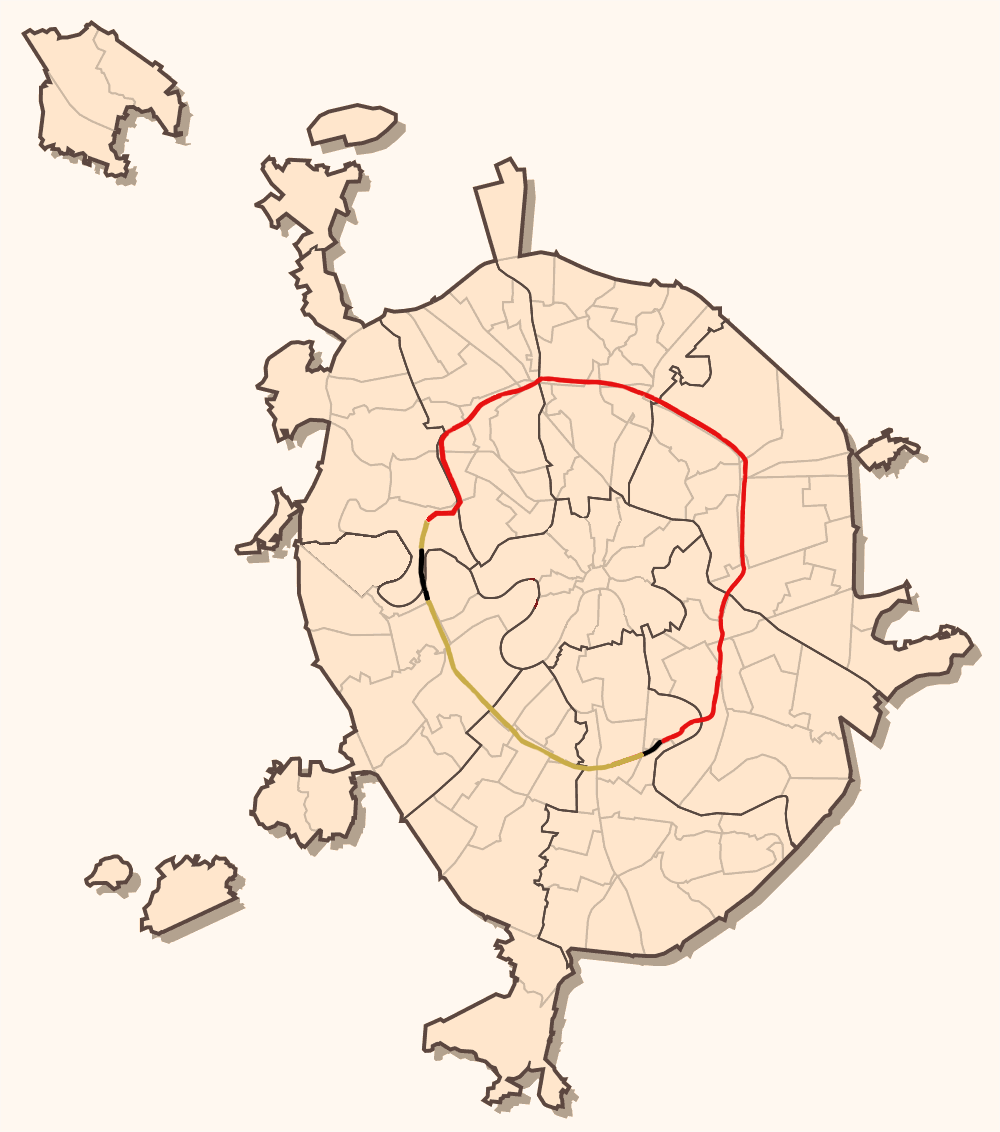
Vierter Verkehrsring

Der vierte Verkehrsring (russisch четвёртое транспортное кольцо / tschetwjortoje transportnoje kolzo) war eine im Bau befindliche Ringautobahn in der russischen Hauptstadt Moskau. Der Ring sollte außerhalb des 36 Kilometer langen dritten Verkehrsrings, aber innerhalb des 109 Kilometer langen MKAD verlaufen und diese bestehenden Ringautobahnen entlasten. Im Jahr 2011 wurde der Weiterbau der Ringautobahn wegen zu hoher Baukosten abgebrochen. Stattdessen entschied man sich für den Bau einer neu geplanten Ringstraße, dem Moskauer Sekantenring.

## Planungsgeschichte
Mit dem Bau des ersten Abschnitts im Osten der Stadt wurde Anfang Februar 2007 begonnen. Nach dem Planungsstand sollte der geschlossene Ring einen Umfang von 74 Kilometern haben. Die Moskwa sollte weiträumig durch einen vier Kilometer langen Tunnel unterquert werden. 16 Kilometer des Rings sollte auf bereits bestehenden Magistralen verlaufen. Teilweise sollte auch entlang einer bestehenden Ringstrecke der Eisenbahn gebaut werden. Der östliche Teil der Ringautobahn wurde 2009 fertiggestellt, ist aber heute Teil der Nordöstlichen Sekante, nachdem 2011 beschlossen wurde, auf den Weiterbau der Ringautobahn zu verzichten.